# Judith-Gletscher
Der Judith-Gletscher ist ein 15 km langer Gletscher in der antarktischen Ross Dependency. In den Churchill Mountains fließt er aus der Umgebung des Mount Hamilton in nordöstlicher Richtung zum Byrd-Gletscher, den er östlich des Mount Tuatara erreicht.
Das Advisory Committee on Antarctic Names benannte ihn 1965 nach Commander Joseph Henry Judith Jr. (1920–2004) von der United States Navy, leitender Offizier auf dem Eisbrecher USCGC Edisto bei der Operation Deep Freeze des Jahres 1964.